# Heteromeloleptes
Genre
Synonymes
- Derzius Roewer, 1949
- Melloceras Roewer, 1949
- Mellops Roewer, 1949

Heteromeloleptes est un genre d'opilions laniatores de la famille des Cryptogeobiidae.

## Distribution
Les espèces de ce genre sont endémiques du Brésil. Elles se rencontrent dans les États de Rio de Janeiro et du Minas Gerais.

## Liste des espèces
Selon World Catalogue of Opiliones (13/08/2021) :
- Heteromeloleptes fasciatus (Mello-Leitão, 1932)
- Heteromeloleptes padbergi Mello-Leitão, 1931

## Publication originale
- Mello-Leitão, 1931 : « Opiliões novos ou criticos. » Archivos do Museu Nacional do Rio de Janeiro, vol. 33, p. 115–145.